# U-304
| U-304                      | U-304                                              | U-304                                              |
| -------------------------- | -------------------------------------------------- | -------------------------------------------------- |
|                            |                                                    |                                                    |
|                            |                                                    |                                                    |
|                            |                                                    |                                                    |
| Під прапором               | Третій Рейх                                        | Третій Рейх                                        |
| Порт приписки              | Кіль                                               | Кіль                                               |
| Спуск на воду              | 13 червня 1942                                     | 13 червня 1942                                     |
| Виведений зі складу флоту  | 28 травня 1943                                     | 28 травня 1943                                     |
| Сучасний статус            | потоплений                                         | потоплений                                         |
| Проєкт                     |                                                    |                                                    |
| Тип ПЧ                     | середній ДПЧ                                       | середній ДПЧ                                       |
| Основні характеристики     |                                                    |                                                    |
| Швидкість (надводна)       | 17,7 вузла                                         | 17,7 вузла                                         |
| Швидкість (підводна)       | 7,6 вузла                                          | 7,6 вузла                                          |
| Робоча глибина занурення   | 250 м                                              | 250 м                                              |
| Гранична глибина занурення | 295 м                                              | 295 м                                              |
| Автономність плавання      | 15 170 км, 150 км під водою                        | 15 170 км, 150 км під водою                        |
| Екіпаж                     | 46 осіб                                            | 46 осіб                                            |
| Розміри                    |                                                    |                                                    |
| Довжина найбільша (по КВЛ) | 67,1 м                                             | 67,1 м                                             |
| Ширина корпусу найб.       | 6,2 м                                              | 6,2 м                                              |
| Середня осадка (по КВЛ)    | 4,74 м                                             | 4,74 м                                             |
| Водотоннажність надводна   | 769 т                                              | 769 т                                              |
| Озброєння                  |                                                    |                                                    |
| Артилерія                  | C35 88 мм/L45 із 220 зарядами                      | C35 88 мм/L45 із 220 зарядами                      |
| Торпедно- мінне озброєння  | 4 носових і один кормовий ТА. 14 торпед або 26 мін | 4 носових і один кормовий ТА. 14 торпед або 26 мін |
| ППО                        | різні                                              | різні                                              |

U-304 — середній німецький підводний човен типу VII C часів Другої світової війни.

## Історія
Замовлення на будівництво субмарини було віддано 7 грудня 1940 року. Човен заклали 26 червня 1941 року на верфі Флендер-Верке, Любек, під будівельним номером 304. Спущена на воду субмарина 13 червня 1942 року, а увійшов у дію 5 серпня 1942 року. Єдиним командиром човна був оберлейтенант-цур-зее Гайнц Кох.

### Флотилії
- 5 серпня 1942 року — 31 березня 1943 року — 8-ма флотилія (навчальна)
- 1 квітня — 28 травня 1943 року — 1-ша флотилія

### Історія служби
Човен здійснив один бойовий похід, успіхів не досяг. Потоплена субмарина 28 травня 1943 року в Північній Атлантиці південно-східніше мису Фарвель (54°50′ пн. ш. 37°20′ зх. д. / 54.833° пн. ш. 37.333° зх. д.) глибинними бомбами британського бомбардувальника «Ліберейтор». Всі 46 членів екіпажу загинули.